# نوسوفسکایا (استان آرخانگلسک)
نوسوفسکایا (به لاتین: Nosovskaya) یک منطقهٔ مسکونی در روسیه است که در استان آرخانگلسک واقع شده‌است.